# Класична политичка економија
Класична политичка економија везује се за економску мисао у Енглеској, која започиње Вилијамом Петијем, наставља преко Адама Смита, а завршава Дејвидом Рикардом. Највише се развила у време индустријске револуције, односно у доба либералног капитализма (средина 17. до половине 19. века). Концепција лесе фер (нека иде све својим током) испољава неповерење према владиној и државној интервенцији. Представници класичне политичке економије су разрадили теорију радне вредности, по којој једино рад у материјалној производњи ствара богатство народа.
Допринос класичне политичке економије је и у томе што су пренели економска истраживања из области промета у област производње, истакли и разрадили питање вредности робе и расподеле нађу члановима друштва.